# سرف‌کم
نرم‌افزار سرف‌کم (به انگلیسی: SurfCAM) نرم‌افزاری است برای ساخت به کمک رایانه، این نرم‌افزار مورد استفاده متخصصین مهندسی مکانیک و صنایع، ساخت و تولید، نقشه‌کشی صنعتی، ماشین ابزار، قالب‌سازی، ریخته‌گری و… قرار می‌گیرد.
این نرم‌افزار ساخت شرکت فناوری و تولید Surfware می‌باشد که بر پایه بیش از یک سال تجربه و آزمایش در ساخت و تولید این شرکت تهیه گردیده‌است.
شرکت Surfware در سال ۲۰۱۳ توسط شرکت Vero Software خریداری شد.
این نرم‌افزار تجربه موفقی در طراحی و ساخت قالب‌های تزریق پلاستیک و ریخته‌گری دقیق و پیشرفته از خود بجا گذاشته‌است. این نرم‌افزار کاربرد در پزشکی طراحی و ساخت، تراشکاری قطعات بدن برای معلولین ساخت دست، پا و.. مصنوعی برای معلولین و افراد نقص عضو دارد.
این نرم‌افزار برای طراحی مکانیک و مدل نمودن و آماده‌سازی طرح تأیید و اصلاح شده جهت ساخت و تولید به این طریق که این برنامه بر اساس طرح ایجاد شده فرامین و دستورهای لازم کنترلی برای ماشین‌های تراشکاری و ماشین کاری تهیه می‌کند و قابلیت دستور دادن مستقیم به ماشین‌های سی‌ان‌سی و NC و کنترل عددی دیگر را دارا است.
این نرم‌افزار باعث توانایی و قدرتمندی فوق‌العاده در ماشین کاری به روشی بسیار ساده و آسان می‌شود. همچنین دارای ابزارهای بررسی بوده و در شبیه‌سازی و آزمایش برنامه‌های کنترل در نقطه خطا توقف می‌کند و همچنین جزئیات را مانند سرعت و دور مته به سختی جسم ماشین کاری را نمایش و بررسی می‌کند. دارای جداول استاندارد عملیاتی نیز می‌باشد. این نرم‌افزار باعث بهینه شدن ماشین کاری با کاهش سرعت تغییرات ساخت چندین مدل همزمان یا تغییر سریع مدل و خط تولید به آسانی و با تغییر سریع برنامه می‌گردد که تولید به هنگام سریع انبوه و سفارشی را در کمترین هزینه و بدون توقف طولانی دستگاه مقدور می‌سازد. این برنامه همراه راهنمای استفاده و همچنین پشتیبانی و تبادل اطلاعات در دنیای اینترنت می‌باشد. این نرم‌افزار را می‌توان در کنار سالیدورکس استفاده نمود.